# チャ・ダヘ
チャ・ダヘ（ハングル表記：차다혜、1983年11月7日 - ）は、大韓民国の元アナウンサー。韓国放送公社(KBS)に所属していた。

## 略歴
- 2002年、大一外国語高等学校（朝鮮語版） フランス語科 卒業
- 2006年、中央大学校 仏語仏文学学士

2009年から2016年までKBSでアナウンサーを務める。
2010年には消防防災庁広報大使を務めた。
2012年に起業家のパク・サンム（朝鮮語: 박상무）と結婚。2016年3月15日に育児、子育てを理由としてKBSを退社する。
2017年時点ではYouTuberとして活動している。

## 担当番組
- クラシックオデッセイ（朝鮮語版）（KBS1、2010年 - 2011年）
- KBS全国のど自慢（KBS1、2011年）
- KBSニュースタイム（朝鮮語版）（KBS2、2011年）
- TV批評視聴者デスク（朝鮮語版）（KBS1、2011年 - 2012年）
- ビバ! Kリーグ（朝鮮語版）（KBS1、2011年）
- 映画が好き（朝鮮語版）（KBS2、2011年 - 2012年）
- 挑戦! ゴールデンベル（KBS1、2011年12月11日 - 2012年10月7日）
- KBSニュースタイム（KBS2、2015年）
- 世界は広い（朝鮮語版）（KBS2、2015年）